# Omotes erosicollis
Omotes erosicollis là một loài bọ cánh cứng trong họ Cerambycidae.